# Tara VanDerveer
Tara Ann VanDerveer (Boston, 26 giugno 1953) è un'ex cestista e allenatrice di pallacanestro statunitense.
È membro del Naismith Memorial Basketball Hall of Fame dal 2011 e del Women's Basketball Hall of Fame dal 2002. Ha vinto due volte il premio Naismith College Coach of the Year (1990 e 2011).
Nel 2011 ha vinto l'Associated Press College Basketball Coach of the Year e nel 2014 il John R. Wooden Award.

## Carriera
Da allenatrice ha guidato gli Stati Uniti ai Campionati americani del 1993, ai Campionati mondiali del 1994 e ai Giochi olimpici di Atlanta 1996.

## Palmarès

### Allenatrice
- 3 volte campionessa NCAA Division I (1990, 1992, 2021)